# Shante Evans
Shante Evans (West Chester, 8 luglio 1991) è una cestista statunitense naturalizzata slovena.

## Carriera
Con gli Stati Uniti ha disputato i Giochi panamericani di Guadalajara 2011.
Con la Slovenia ha disputato tre edizioni dei Campionati europei (2017, 2019, 2021).